# Barro Alto, Goiás
Barro Alto este un oraș în Goiás (GO), Brazilia.